# Agustín Balbuena
Agustín Alberto Balbuena (* 1. September 1945 in Santa Fe; † 9. März 2021) war ein argentinischer Fußballspieler. Auf Vereinsebene unter anderem mit CA Independiente sehr erfolgreich, nahm er mit der Nationalmannschaft seines Heimatlandes an der Fußball-Weltmeisterschaft 1974 in Deutschland teil.

## Karriere

### Vereinskarriere
Agustín Balbuena begann seine fußballerische Laufbahn im Jahr 1964 bei Colón de Santa Fe in seiner Heimatstadt. Für Colón, damals nicht der höchsten argentinischen Spielklasse angehörend, stand Balbuena fünf Jahre lang bis 1969 unter Vertrag und kam in dieser Zeit zu 114 Ligaspielen, in denen ihm 22 Torerfolge gelangen.
Nach einem einjährigen Intermezzo bei Rosario Central, wo Balbuena im Nacional 1970 Vizemeister wurde und insgesamt zwanzig Ligaspiele mit einem Tor machte, begann der erfolgreichste Teil von Agustín Balbuensas Spielerkarriere. Er spielte von 1971 bis 1975 vier Jahre lang im Angriff von Independiente Avellaneda und war entscheidend daran beteiligt, dass der Verein aus dem Bonarenser Vorort Avalleneda in dieser Zeit einmal die Meisterschaft, viermal die Copa Libertadores und einmal den Weltpokal gewann. Nach der Meisterschaft im Metropolitano 1971 setzte man sich zunächst 1972 in der Copa Libertadores durch, als im Endspiel der peruanische Vertreter Universitario de Deportes mit 2:1 nach Hin- und Rückspiel besiegt wurde. Im anschließenden Spiel um den Weltpokal unterlag man noch Ajax Amsterdam um Johan Cruyff mit 1:1 und 0:3. Nachdem man sich auch in der Copa Libertadores 1973 durchgesetzt hatte – diesmal mit einem 2:1-Erfolg in der Verlängerung des Entscheidungsspiels gegen Colo-Colo Santiago aus Chile – konnte sich das Team von Trainer Roberto Ferreiro, in dem unter anderem Spieler wie etwa Ricardo Pavoni, Daniel Bertoni oder Francisco Sá spielten, mit einem 1:0 gegen Juventus Turin diesmal auch den Weltpokal gewinnen. Im Jahr darauf stand man wiederum im Spiel um diese Trophäe, unterlag allerdings Atlético Madrid. Zuvor hatte man gegen den FC São Paulo erneut erst wieder im Entscheidungsspiel zum dritten Mal in Serie die Copa Libertadores gewonnen. Gleiches schaffte Independiente auch noch 1975 im Endspiel gegen Unión Española, wiederum erst nach Entscheidungsspiel. Bis heute sind diese vier Copa-Libertadores-Siege in Folge uneingeholter Rekord im südamerikanischen Fußball wie im Weltfußball.
Nach dem Libertadores-Sieg von 1975 verließ Agustín Balbuena Independiente Avellaneda und schloss sich dem Racing Club, Erzrivale seines alten Vereins an, wo er ein Jahr lang im Angriff agierte und in dieser Zeit neunzehn Erstligaspiele mit drei Toren machte. Danach ging er nach Kolumbien zu Atlético Bucaramanga, um dort und bei CD FAS in El Salvador seine Karriere ausklingen zu lassen. Bei FAS beendete Agustín Balbuena seine fußballerische Laufbahn 1978 im Alter von 33 Jahren.

### Nationalmannschaft
Im Jahr 1974 kam Agustín Balbuena auf insgesamt acht Einsätze in der argentinischen Fußballnationalmannschaft. Dabei gelang ihm kein Torerfolg. Von Nationaltrainer Vladislao Cap wurde er ins Aufgebot der Südamerikaner für die Fußball-Weltmeisterschaft 1974 in Deutschland berufen. Bei dem Turnier spielte Balbuena, der von Cap mehr als Mittelfeldakteur denn als Angreifer aufgestellt wurde, durchaus als Stammkraft und machte vier Turnierspiele und damit die Hälfte seiner Länderspiele. Doch auch Balbuena konnte nicht verhindern, dass die argentinische Mannschaft nach äußerst durchschnittlichen Leistungen bereits in der zweiten Finalrunde ausschied, nachdem man in der Gruppe A Letzter wurde hinter den Niederlanden, Brasilien und der Deutschen Demokratischen Republik.

## Erfolge
- Weltpokal: 1×

1973 mit Independiente Avellaneda
- Copa Libertadores: 4×

1972, 1973, 1974 und 1975 mit Independiente Avellaneda
- Argentinische Meisterschaft: 1×

Metropolitano 1971 mit Independiente Avellaneda
- Copa Interamericana: 3×

1972, 1973, 1974 mit Independiente Avellaneda